# 遺産相続は命がけ!?
『遺産相続は命がけ!?』（いさんそうぞくはいのちがけ!?、原題：Greedy）は、1994年制作のアメリカ合衆国のコメディ映画。億万長者の老人の遺産相続をめぐって巻き起る親戚たちの騒動を描いた作品。マイケル・J・フォックス、カーク・ダグラスらが出演。日本では劇場未公開。

## あらすじ
億万長者のジョーは大豪邸で独身を満喫し、悠々自適に暮らしているが、歳とともに脚力が弱まり、車椅子生活を送るようになっていた。そんな彼の親戚連中は財産を我がものにするため、彼に取り入ろうと躍起になっていた。
ジョーはそんな親戚連中の醜い相続争いに不信感を持ち、偶然ピザの配達に来たモリーという若い女性をメイド兼愛人として招き入れる。それを知った親戚連中はジョーの財産が彼女に渡ってしまうことを恐れ、それを食い止めるため、ジョーのお気に入りの孫でプロボウラーのダニーを一緒に住まわせる。
ダニーの父親はジョーの財産には一切興味がなく、ジョーの財産目当ての醜い親戚連中を嫌い、海外でボランティア活動に励んでいる高潔な人物であった。ダニーもそんな父の影響を受け、ジョーの財産にあまり興味を示していなかった。しかし、ダニーは最近手首の故障でプロボウラーとしての成績も芳しくなく、現役を引退して仲間と共同出資したボウリング場の経営に参加しようと思うようになっていた。そこへ舞い込んだこの話に、うまく行けばジョーから金を借りられるかもしれないと考えたダニーは飛び付く。
当初は父親同様、ジョーの財産目当ての醜い親戚連中を冷やかに見ていたダニーであったが、やがてブルジョアの暮らしの楽しさを覚え、財産の分け前を貰えたらと思うようになり、他の親戚連中と同様、金に醜くなっていく。

## キャスト
- ダニー：マイケル・J・フォックス（吹替：水島裕）
- ジョーおじさん：カーク・ダグラス（吹替：大木民夫）
- ロビン：ナンシー・トラヴィス（吹替：相沢恵子）
- モリー：オリヴィア・ダボ（吹替：松本梨香）
- フランク：フィル・ハートマン（吹替：牛山茂）
- カール：エド・ベグリー・ジュニア（吹替：有本欽隆）
- パティ：コリーン・キャンプ
- ジョリーン：キルスティン・ダンスト
- グレン：ジェレ・バーンズ（吹替：納谷六朗）
- エド：ボブ・バラバン（吹替：秋元羊介）
- バートレット：ケヴィン・マッカーシー
- ローラ：カンディ・アレキサンダー
- ノラ：メアリー・エレン・トレイナー
- ミュリエル：ジョイス・ハイザー（吹替：田中敦子）
- ティナ：シオバン・ファロン
- ダグラス：ジョナサン・リン（吹替：塚田正昭）
- オースティン・ペンドルトン